# Viraganur
Viraganur es una  ciudad censal situada en el distrito de Madurai en el estado de Tamil Nadu (India). Su población es de 7121 habitantes (2011). Se encuentra a orillas del río Vaigai, a 6 km de Madurai.

## Demografía
Según el censo de 2011 la población de Viraganur era de 7121 habitantes, de los cuales 3618 eran hombres y 3503 eran mujeres. Viraganur tiene una tasa media de alfabetización del 87,35%, superior a la media estatal del 80,09%: la alfabetización masculina es del 92,79%, y la alfabetización femenina del 81,78%.